# Srŏk Koăs Krâlâ
Srŏk Koăs Krâlâ är ett distrikt i Kambodja.   Det ligger i provinsen Battambang, i den västra delen av landet, 220 km nordväst om huvudstaden Phnom Penh.